# توم ماك
توم ماك (بالإنجليزية: Tom Mack) هو لاعب كرة قدم أمريكية أمريكي، ولد في 1 نوفمبر 1943 في كليفلاند في الولايات المتحدة.

## وصلات خارجية
- توم ماك على موقع مرجع كرة القدم المحترفة.كوم (الإنجليزية)
- توم ماك على موقع إن إن دي بي (الإنجليزية)